# Agrochola osthelderi
Agrochola osthelderi är en fjärilsart som beskrevs av Charles Boursin 1952. Agrochola osthelderi ingår i släktet Agrochola och familjen nattflyn. Inga underarter finns listade i Catalogue of Life.